# Abu Bakr al-Karadschi

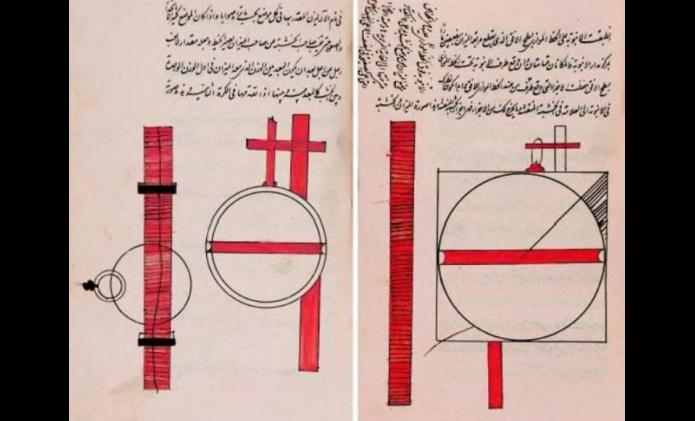
Abbildungen aus al-Karadschis Werk über die Erschließung verborgener Gewässer.

Abu Bakr Muhammad ibn al-Husain al-Karadschi (arabisch أبو بكر محمد بن الحسين الكرجي, DMG Abū Bakr Muḥammad b. al-Ḥusain al-Karaǧī, auch Karaji, oder al-Karchi / الكرخي / al-Karḫī, auch al-Karkhi; auch al-Hasan / الحسن / al-Ḥasan; * vermutlich in der zweiten Hälfte des 10. Jahrhunderts in Karadsch; † um 1020) war ein persischer Mathematiker und Ingenieur.

## Biografie
Abu Bakr al-Karadschis genaues Geburtsdatum ist nicht bekannt. Sein Geburtsort wurde lange Zeit in dem Bagdader Verwaltungsbezirk Karkh vermutet, bis in einer im Jahr 1934 veröffentlichten Studie des italienischen Islamwissenschaftlers Giorgio Levi Della Vida stattdessen die iranische Stadt Karadsch plausibel als Geburtsort dargestellt wurde. Auch über sein weiteres Leben existieren nur fragmentarische Informationen, die hauptsächlich aus seinen Büchern stammen. Er arbeitete als Ingenieur in den Bergregionen Irans und reiste später nach Bagdad, um dort eine offizielle Funktion wahrzunehmen. Dort verfasste er auch um 1012 seine mathematischen Werke. Vermutlich verließ al-Karadschi Bagdad nach der Ermordung des Wezirs Fachr al-Mulk, dem auch seine Abhandlung al-Fachrī gewidmet ist. Er kehrte nach Karadsch zurück, wo er auf Befehl des Herrschers Falak al-Ma'ali Manuchihr seine Abhandlung über Hydrologie verfasste. Er starb vermutlich zwischen 1019 und 1029.

## Leistungen
Al-Karadschi verfasste mehrere Abhandlungen über Mathematik, von denen drei erhalten sind: al-Badīʿ fī l-hisāb (Wunderbares über die Arithmetik), al-Fachrī fī l-dschabr wa-l-muqābala (Die Herrlichkeit der Algebra) und al-Kāfī fī l-hisāb (Genügendes über die Arithmetik). Er benutzte dabei hauptsächlich Werke griechischer Mathematiker, indische Werke wurden kaum verwendet. Aufbauend auf den Arbeiten von Diophantos von Alexandria entwickelte er neue Lösungsverfahren für quadratische Gleichungen. Auch konnte er zeigen, dass sich einige Gleichungen höheren Grades auf quadratische Gleichungen zurückführen lassen.
Sein zweiteiliges Werk al-Fachrī fī l-dschabr wa-l-muqābala wurde von dem Buch Arithmetika von Diophantos stark beeinflusst. Weiterhin lehnt er sich an Aussagen des Mathematikers Abu Kamil an. In al-Fachrī behandelt er unter anderem Lösungen von quadratischen Gleichungen. Auch der Beweis einer Summenformel für die Summe aufeinanderfolgender Kuben geht auf al-Karadschi zurück. Dabei verwendete er vollständige Induktion.
Der zweite Teil des Werkes beinhaltet 254 Aufgaben, die auf bestimmten und unbestimmten Gleichungen basieren.
Einige dieser Aufgaben wurden von Leonardo Fibonacci, Leonardo da Vinci und Gerolamo Cardano ohne Nennung des Autors wiederverwendet.
Eine weitere wichtige Errungenschaft al-Karadschis ist die Entwicklung des Verfahrens der Elferprobe, das er erstmals in al-Kāfī fī l-hisāb (Genügendes über die Arithmetik) beschrieb.
Seine Ergebnisse sind teilweise nur in den Schriften anderer islamischer Autoren (z.Bsp.: as-Samaw'al) erhalten, unter anderem seine Einführung des Pascalschen Dreiecks.
Al-Karadschi schrieb das hydrologische Lehrbuch mit dem Titel Inbat al-miyah al-khafiya (Über die Erschließung verborgener Gewässer), in dem bedeutende geologische und hydrogeologische Theorien publiziert sind, die man bis in die 1970er Jahre noch Avicenna und Biruni zugeschrieben hatte.